# Leyssard
Leyssard es una comuna francesa situada en el departamento de Ain, en la región de Auvernia-Ródano-Alpes. Tiene una población estimada, en 2019, de 158 habitantes.

## Demografía
| 971 | 850 | 883 | 1030 | 646 | 584 | 679 | 673 | 611 | 573 | 523 | 475 | 449 | 454 | 441 | 422 | 416 | 406 | 347 | 333 | 298 | 262 | 252 | 202 | 174 | 176 | 141 | 120 | 82 | 95 | 113 | 143 | 161 | 149 | 158 |
| Para los censos de 1962 a 1999 la población legal corresponde a la población sin duplicidades (Fuente: INSEE [Consultar]) |     |     |      |     |     |     |     |     |     |     |     |     |     |     |     |     |     |     |     |     |     |     |     |     |     |     |     |    |    |     |     |     |     |     |